# Kampfverband

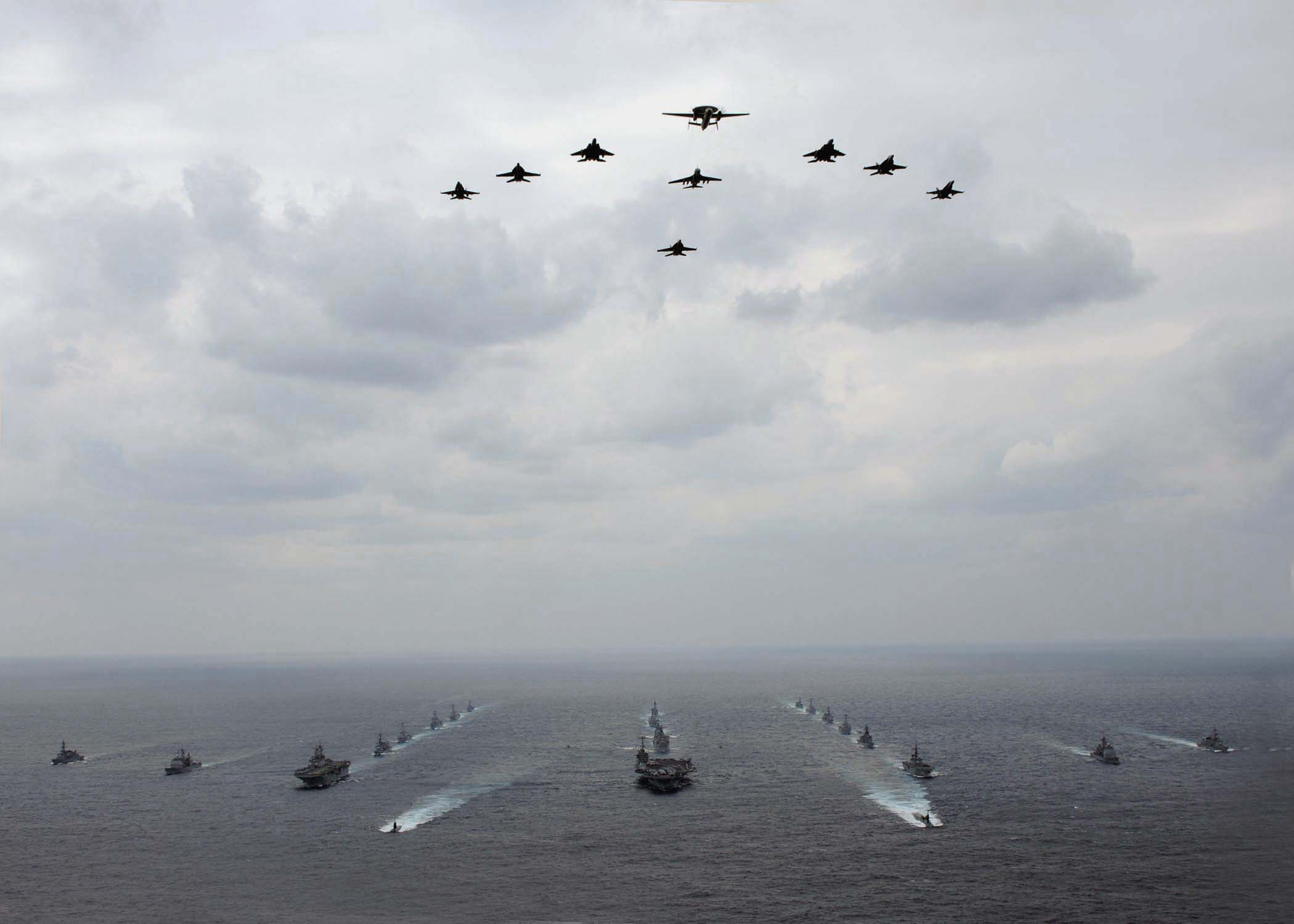
Taktische Formation (Truppenverband/Großer Kampfverband) der Luft- und Seestreitkräfte der Vereinigten Staaten (Manöver ANNUALEX 2008)

Ein Kampfverband oder Truppenverband ist eine militärische Einheit, die am Gefecht teilnimmt oder dafür vorgesehen ist.
Es wird zwischen dem Großen und Kleinen Kampfverband unterschieden.

## Kleiner Kampfverband
Zu den kleinen Kampfverbänden zählen (von klein bis groß) Trupps, Gruppen, Rotten, Züge, Kompanien oder Batterien.

## Großer Kampfverband
Zu den großen Kampfverbänden zählen in der Marine die Flotte, im Heer die Kompanie, das Bataillon, das Regiment oder die Division. In der Marine und bei der Luftwaffe gehören auch Geschwader dazu.
Eine weitere Bedeutung hat der Kampfverband als Synonym für einen militärischen Verband.